# Измайлов, Пётр Васильевич
Пётр Васильевич Измайлов (1687—1772) — русский военный и государственный деятель, воронежский губернатор (1721—1725), генерал-поручик (1741), член Военной коллегии. 

## Биография
Из дворянского рода Измайловых. Сын стольника Василия Петровича Измайлова и его жены Евфросиньи Никитичны, урождённой княжны Приимковой-Ростовской. Брат генерал-поручика Льва Васильевича (1685—1738).
Начал службу в 1700 году при Петре Великом. В 1721—1725 годах в чине бригадира был Воронежским губернатором (в то время — Азовская губерния).  В 1728 году получил чин генерал-майора.
В 1730 году был в Москве во время избрания Анны Иоанновны и подписался под протестом против замыслов верховников, так называемым проектом Черкасского-Татищева. За это 1741 году был произведен в генерал-поручики и назначен членом Военной коллегии. 15 (26) июля 1744 года был награжден орденом Святого Александра Невского.
При Петре III был управляющим его двором, не перешел на сторону Екатерины Великой во время переворота 1762 года и был немедленно уволен в отставку.
Скончался в 1772 году.

## Семья
Пётр Васильевич был женат на княжне Черкасской. В этом браке родилось две дочери и сын:
- Анна (1712—1749), жена князя Ф. И. Голицына.
- Дарья (1730—1766), жена князя А. Я. Голицына.
- Василий (1721—1778), полковник.